# Емоционална лабилност
Емоционална лабилност је тенденција промене расположења рапидно и често без видљивих стварних (објективних) разлога. Често је симптом афективних поремећаја и незрелости.